# 赫倫塔爾峰

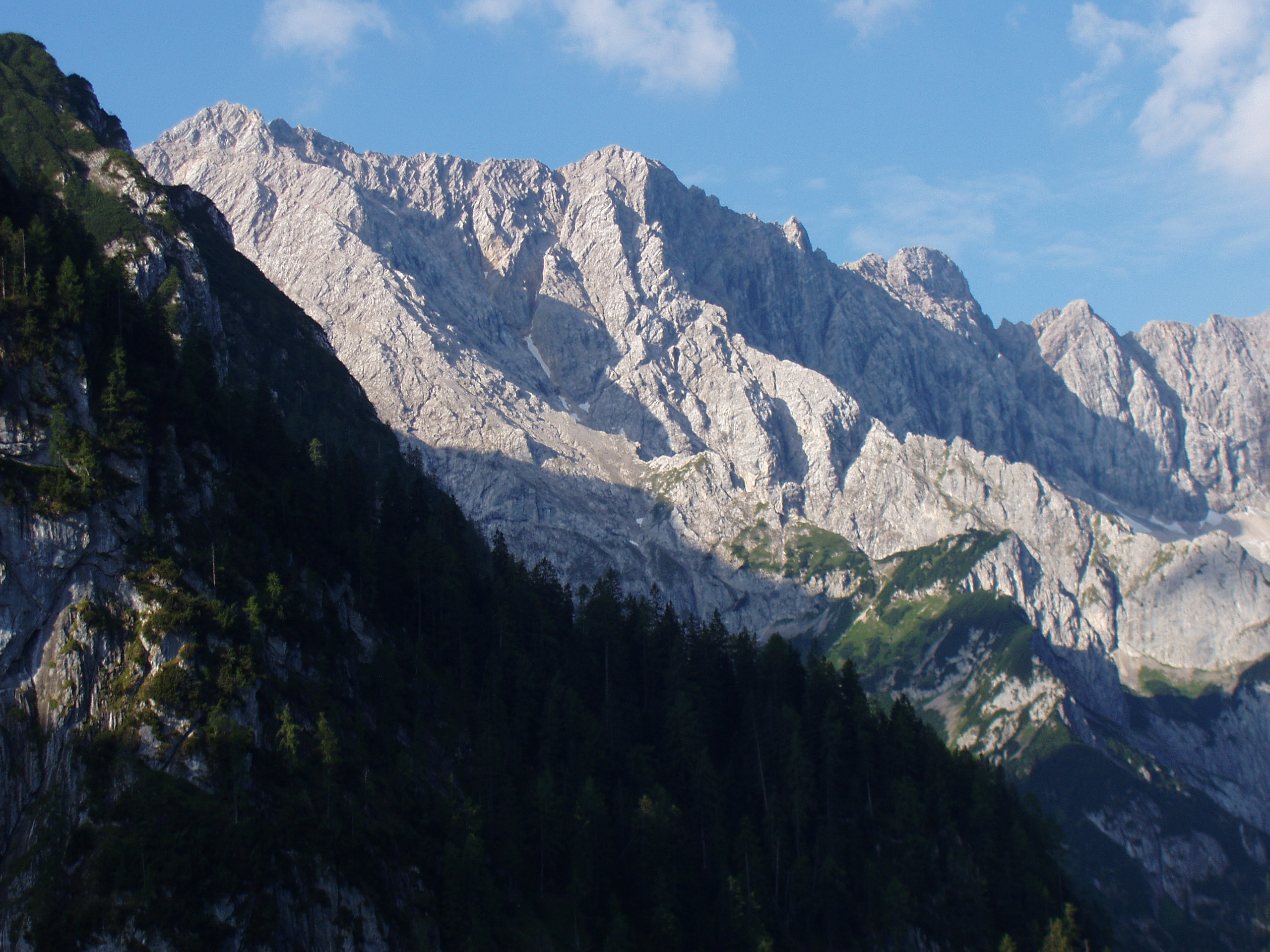

47°25′14″N 11°1′14″E / 47.42056°N 11.02056°E
赫倫塔爾峰（德語：Höllentalspitzen），是德國的山峰，位於該國東南部，由巴伐利亞負責管轄，屬於韋特施泰因山脈的一部分，海拔高度2,743米，人類在1871年9月9日首次登頂。